# ماء مقدس

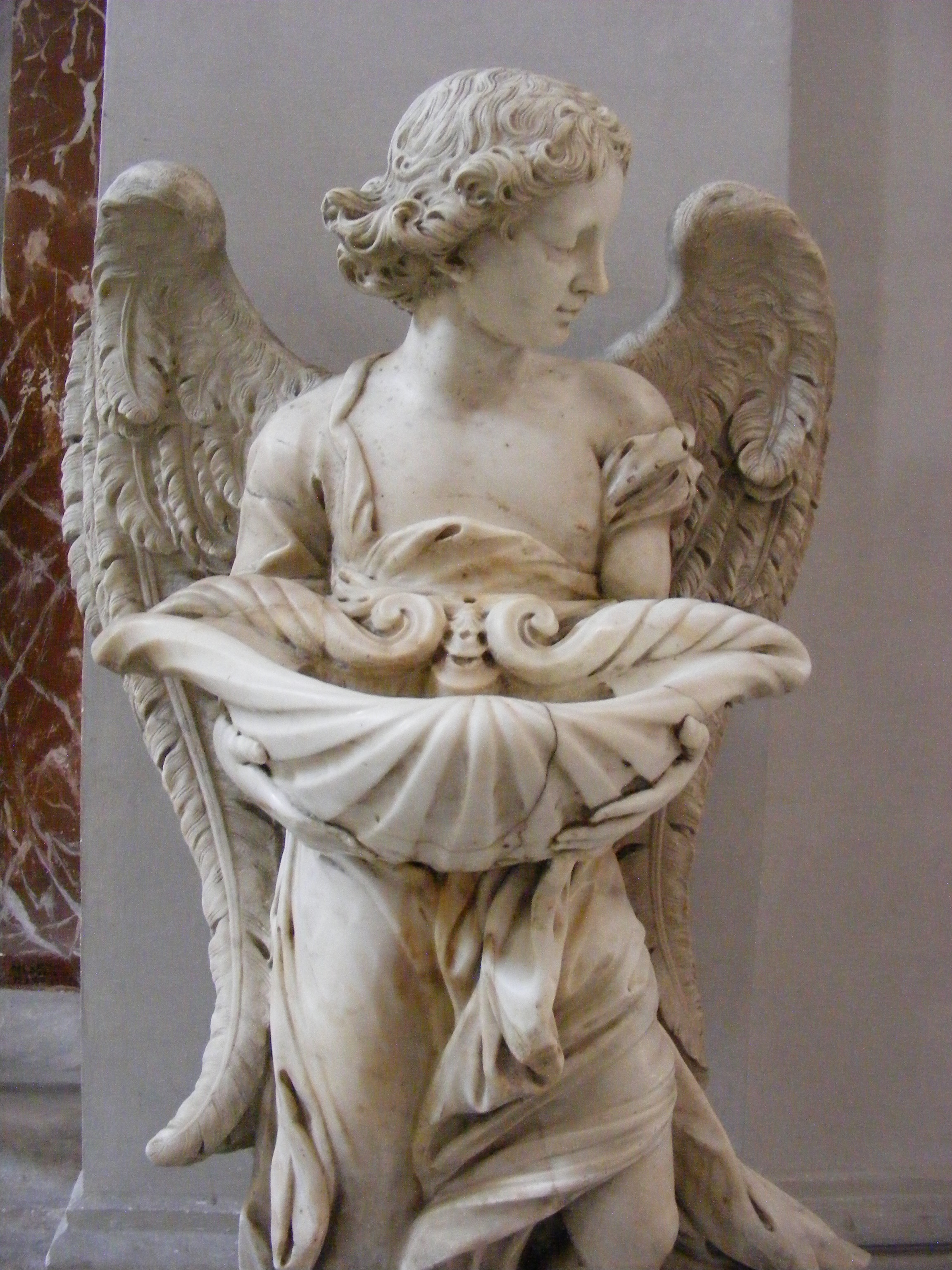
حوض يحوي ماء مقدس في مدخل كنيسة القديسة مريم سيدة الملائكة والشهداء في روما.

في الاعتقاد المسيحي الماء المقدس هو ماء يبارك ويصبح له قدسية من قبل رجال الدين المسيحيين، وغالباً ما يحصل عليه في الكنائس.
يستخدم الماء المقدس كأحد الأغراض المقدسة (sacramentals) من أجل الحصول على الحماية والوقاية من الشر بشكل شائع في عدد من الكنائس بينها الكنيسة الأنجليكية والكنيسة الرومانية الكاثوليكية، كما يقوم القساوسة باستخدام الماء المقدس من أجل المعمودية.

## معتقدات أخرى
يمكن أن يتوسع مفهوم الماء المقدس ليشمل استعمال الماء بغرض ديني، كما يتم عند السيخية، أو دين يكون للماء فيه مكانة خاصة.

## معرض صور

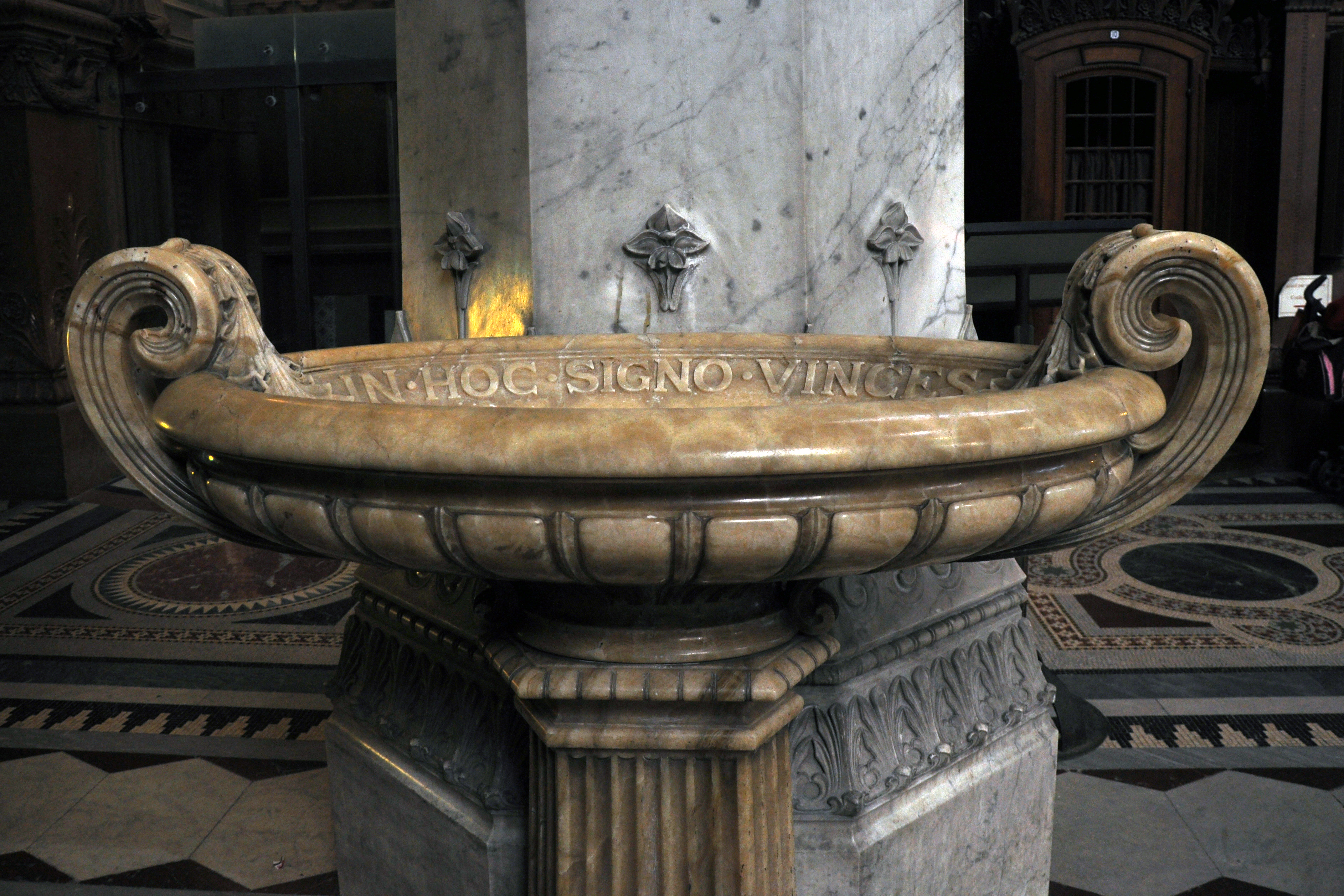
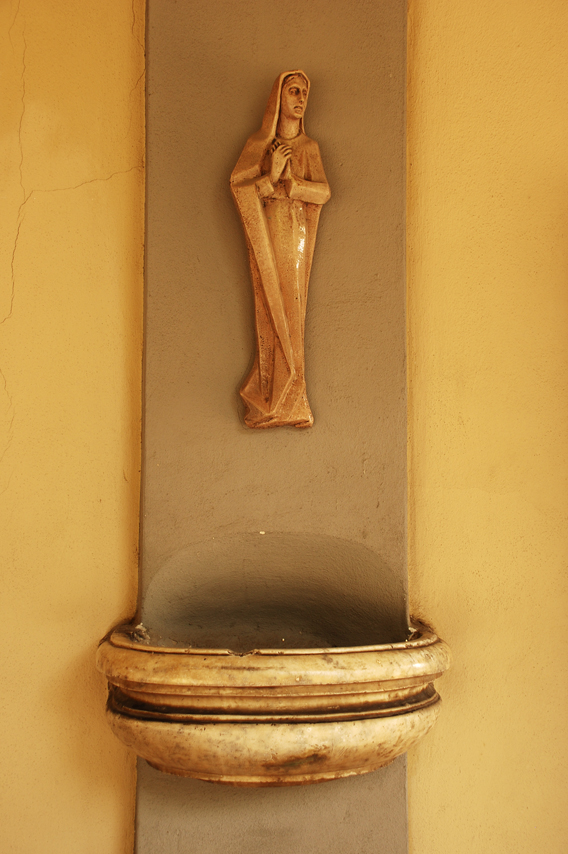
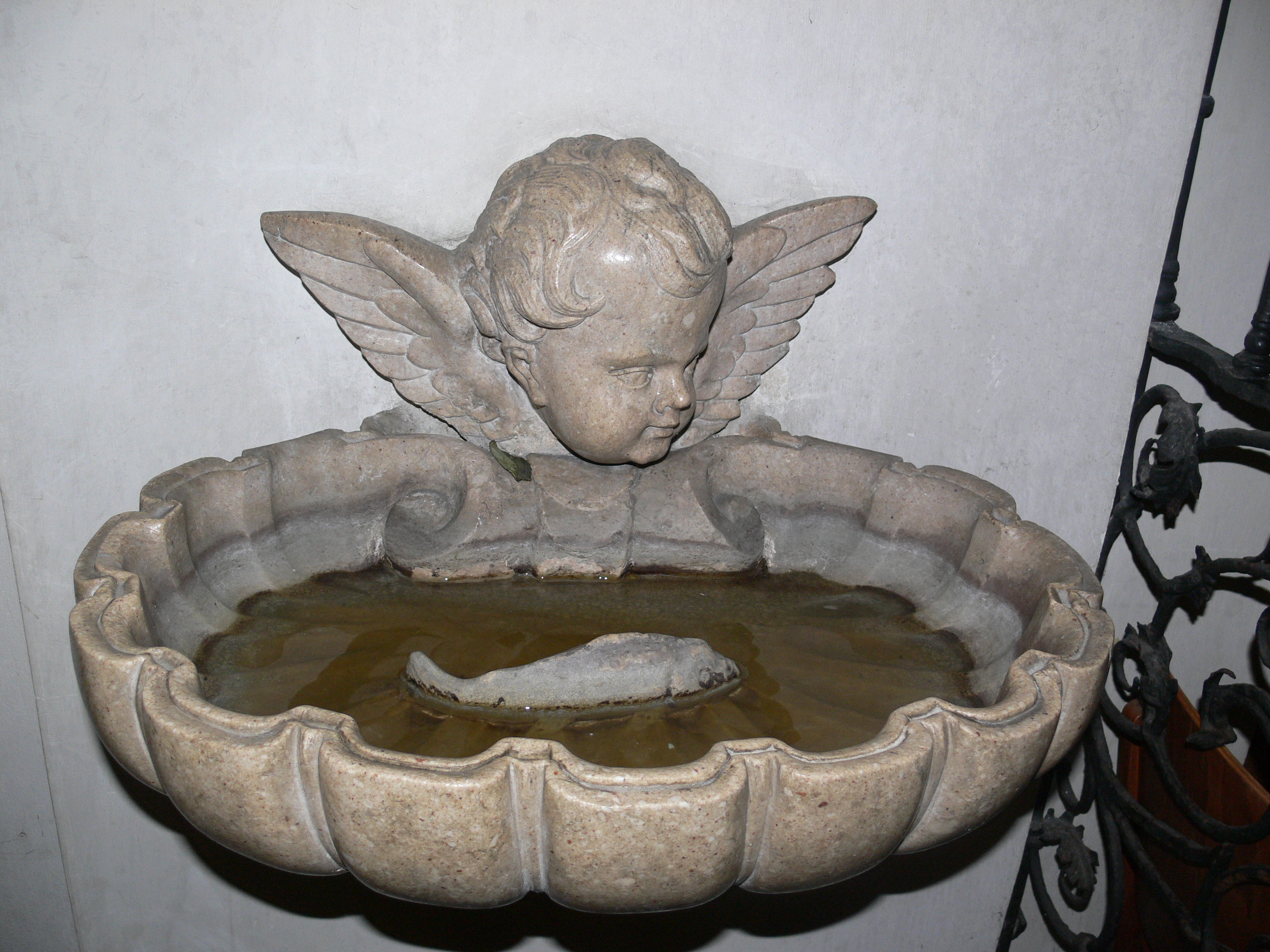
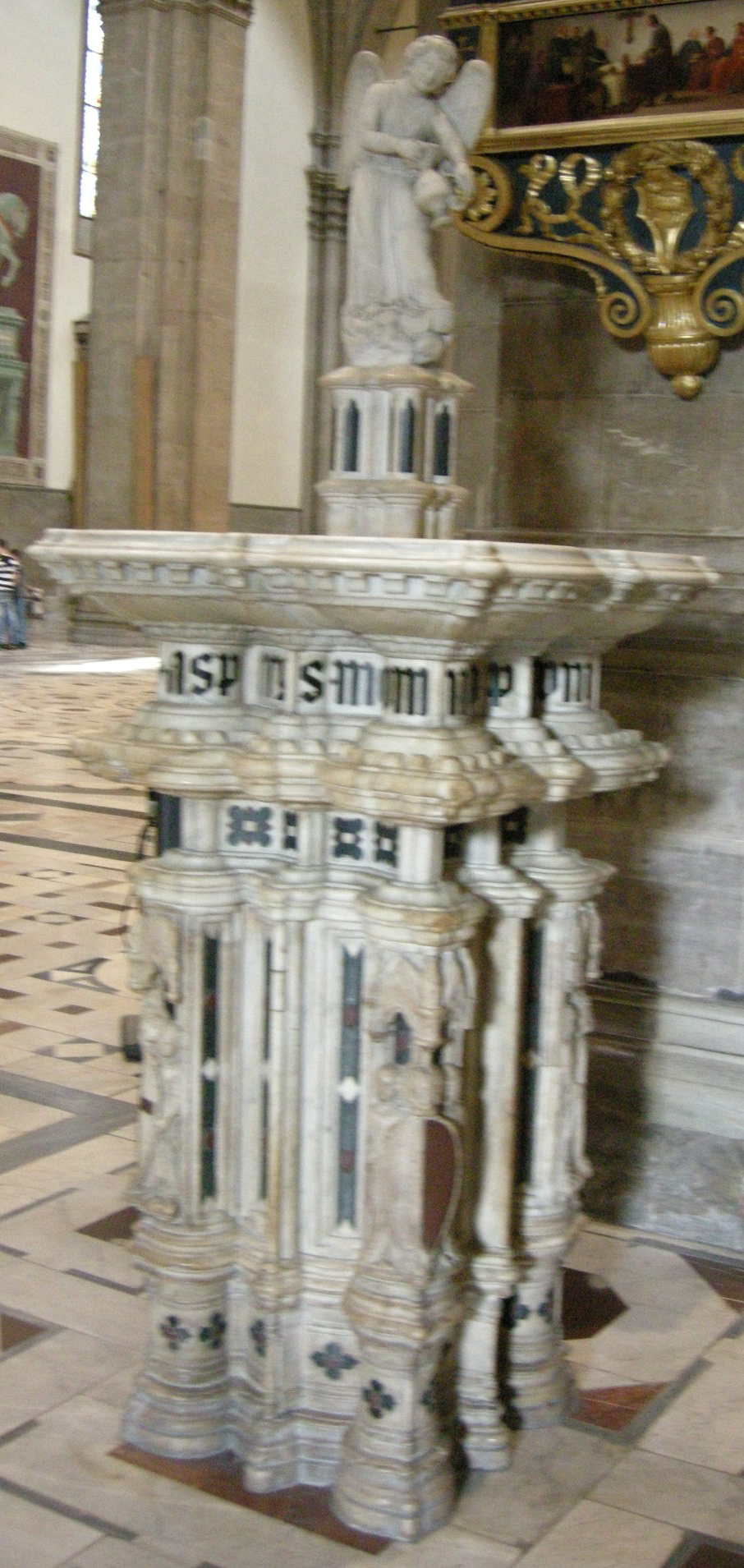

## اقرأ أيضاً
- الأسرار المقدسة
- معمودية